# Батыев (село)
Батыев (укр. Батиїв) — село в Лопатинской поселковой общине Шептицкого района Львовской области Украины.
Население по переписи 2001 года составляло 316 человек. Занимает площадь 0,67 км². Почтовый индекс — 80242. Телефонный код — 3255.

## История
В 1946 г. Указом ПВС УССР хутор Батыев переименован в Грушки.
В 1991 г. селу возвращено историческое название.